# Carl Schylander

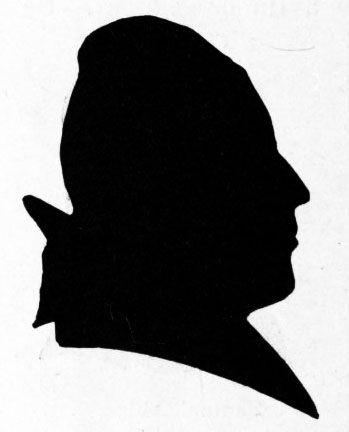
Carl Schylander

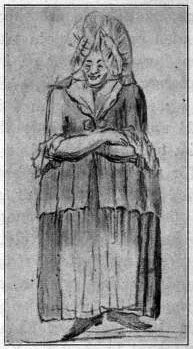
Schylander i en roll.

Carl Gabriel Schylander, född 3 januari 1751 i Stockholm, död där 19 november 1811, var en svensk skådespelare.
Carl Schylander var son till postrevisorn Carl Gustaf Schylander och arbetade 1770 som stallskrivare vid hovet, men tog senare arbete vid tullverket och blev tullinspektor.
Ursprungligen tullinspektor i Finland höll han på sin status som amatörskådespelare, vilket gav honom privilegium att uppträda när han själv önskade på Dramaten, där han anställdes 1787, och på Stenborgs Teater, där han var mest aktiv, som tjänstledig från sitt första yrke.
Han spelade Figaro på Stenborgs teater 1790, han gjorde också manliga komediroller, och som sångare kunde han hålla ett bra samspel med orkestern och kören, men det är som komiker i kvinnoroller han var mest populär; han spelade gamla gummor, häxor och skvallertanter som Mor Bobi och fru Slammerström, och i dessa roller var han så omtyckt, att det rent av sades att han, i detta fack, var den skickligaste "skådespelerskan" i Stockholm; det sades också, att även om hans kvinnliga konkurrent för sådana roller, Sofia Frodelius (1779-1822), spelade sådana roller mer verklighetstroget, så spelade han dem roligare.
Han spelade Tegel i Siri Brahe och Johan Gyllenstierna säsongen 1790, värden i Minna von Barnhelm och fiskalen i De bägge savojarderna 1793, färjkarlens hustru i Gustav Adolf och Ebba Brahe och Vänborg i Det farliga förtroendet 1794, Jöns i De gamla friarna 1795-1796, kommersrådinnan i Kapten Puff och sektor Etterhjelm i Tadelskolan. Då pjäsförfattaren Didrik Gabriel Björn 1790 satte upp Det besynnerliga spektaklet som efterpjäs till Greven av Oldsbach, där teaterns skådespelare tackade publiken för deras stöd i gestalt av sina mest populära roller; Björn själv uppträdde som sig själv, som teaterskribent, följd av Magnus Bonn som Mäster Sock i Skomakaren, Anders Lundberg som Hyrkusken i Engelsmannen i Paris, Johan Petter Lindskog som Bartholo och Bazile i Barberaren i Sevilla, Jonas Sundman som Jonas i Mäklaren, Carl Schylander som Mor Bobi och dansmästare Rigadoun, Johanna Catharina Enbeck (Gertrud i Njugg spar), Brita Maria Modéer (kammarjungfrun i Den obetänksamma), Christina Rahm (Anna Stina i Maskeraden), Lisette Stenberg (Lady Alton i Skottländskan), Margareta Sofia Lagerqvist (Anette i Anette och Lubin) och Eva Säfström  som trädgårdsflickan i Sophie.
Han var även Dramatens inspektor och skötte dess bokföring, vilket han gjorde mycket bra. Privat var han gift två gånger, 1802 med sin kollega, skådespelaren Ebba Morman.